# سانی (خواننده)
لی سون‌کیو (به کره‌ای: 이순규) (زادهٔ ۱۵ مه ۱۹۸۹) که بیشتر با نام هنری سانی (به کره‌ای: 써니) شناخته می‌شود، خواننده و بازیگر آمریکایی‌ست که در کره جنوبی فعالیت می‌کند. در اوت ۲۰۰۷، او به عنوان عضو گروه گرلز جنریشن (و بعدها یکی از زیرگروه‌های آن گرلز جنریشن-اوه!جی‌جی) وارد عرصهٔ موسیقی شد، گروهی که هم‌اکنون یکی از پرفروشترین هنرمندان کره جنوبی و محبوبترین گروه دخترانهٔ این کشور در سطح جهانی است.
جدا از فعالیت‌های گروهی، سانی تاکنون در تعداد زیادی پروژهٔ حاشیه‌ای مثل «ضبط ترانه برای فیلم‌ها و سریال‌ها»، «برنامه‌های سرگرمی تلویزیونی»، «هنرپیشگی موزیکال» و «میزبانی برنامه‌های رادیویی» انجام داده‌است.